# Sambo (kampsport)
Sambo (ryska: самбо) är en modern kampsportsform, stridskonst och självförsvarssystem som utvecklats i det forna Sovjetunionen som en blandning av judo, jiu-jitsu och brottning.
Själva ordet Sambo är ett teleskopord bildat från ryskans САМооборона Без Оружия (SAMooborona Bez Oruzjija) som betyder "självförsvar utan vapen". Sambo utvecklades inom NKVD och röda armén som ett hjälpmedel för soldater i närstrid. Idén var att blanda de mest effektiva teknikerna från olika kampsporter. 
Sporten erkändes på nationell nivå 1938.

## Historia
Sambons två grundare och föregångsmän var Viktor Spiridonov och Vasili Oshchepkov. Oshchepkov tillbringade flera år i Japan med att studera judo under dess grundare Jigoro Kano. Han kom senare att dö i fängelse under den stora utrensningen när han anklagades för att vara en japansk spion.

### Internationell sanktionering
UWW (före detta FILA) antog 1968 sambo som den tredje sanktionerade internationella brottningsformen. 1984 bildades sambons eget styrande organ Federation International Amateur Sambo (FIAS), och 13 juni 1984 hölls det första officiella FIAS-sammanträdet där delegater från 56 deltog. Fernando Compte valdes då till FIAS förste president.
Åtta år senare, 1993, delades FIAS i två delar där båda fortsatte att använda samma namn och samma logotyp. De två kallades ofta för "väst-FIAS" (under europeisk och amerikansk kontroll) och "öst-FIAS" (under rysk kontroll). Det skulle dröja till 2005 innan sambo återigen erkändes av UWW när ett avtal slöts mellan UWW och västFIAS där de senare överlät sanktioneringen och ansvaret för sportsambo på UWW.
I Sverige organiseras sambo via Svenska Budo & kampsportsförbundet.

## Klädsel och gradering
Liksom vid brottning bär en samboutövare antingen en röd eller en blå tävlingsdräkt. På överkroppen bärs kurtkan (ryska: куртка), eller sambovkan (ryska: самбовка) som påminner om överdelen av en judo-"gi" med bälte. På underkroppen bärs brottningliknande shorts och skor. Kläderna på underkroppen ska matcha färgen på överkroppen.
Dräkten har inga graderingsmärken eller andra synliga markörer för utövarens nivå.
Inom sambon använder man ett tävlingsrankningssystem och inte bälten som används inom traditionella budosporter. De styrande organisationerna inom sporten delar ut ranking till utövare baserat på tävlingsresultat och i vissa fall även för framgångsrikt coachande. De högsta titlarna är olika grader av sportmästare (eller idrottsmästare) ryska: мастер спорта. De institutioner som officiellt är sanktionerade att dela ut sportmästarranken i Ryssland innefattar: FIAS,  FKE, och International Combat Sambo Federation. Utanför Ryssland finns andra styrande organ som delar ut titeln. I USA delas "Master of Sport" ut av American Sambo Association.

## FIAS världsmästerskap
De första världsmästerskapen hölls 1977 i Oviedo i Spanien. Två år senare hölls det första ungdoms-VM i Madrid, Spanien.

### Viktklasser
Sambo har 9 viktklasser som skiljer sig något åt mellen könen.
| Män     | Kvinnor |
| ------- | ------- |
| 52 kg   | 48 kg   |
| 57 kg   | 52 kg   |
| 62 kg   | 56 kg   |
| 68 kg   | 60 kg   |
| 74 kg   | 64 kg   |
| 82 kg   | 68 kg   |
| 90 kg   | 72 kg   |
| 100 kg  | 80 kg   |
| +100 kg | +80 kg  |

## Namnkontroverser
Namnet är ett ryskt teleskopord men i den engelsktalande delen av världen kan den rasistiska homonymen uppfattas stötande. I Sverige är sambo också redan en etablerad homonym. För att undvika förvirring och sammanblandning uppmuntrar vissa företrädare för sporten att man använder alternativet Sombo. FIAS använder numera enbart versaler när de omnämner sporten i skrift: SAMBO.